# Studiolo

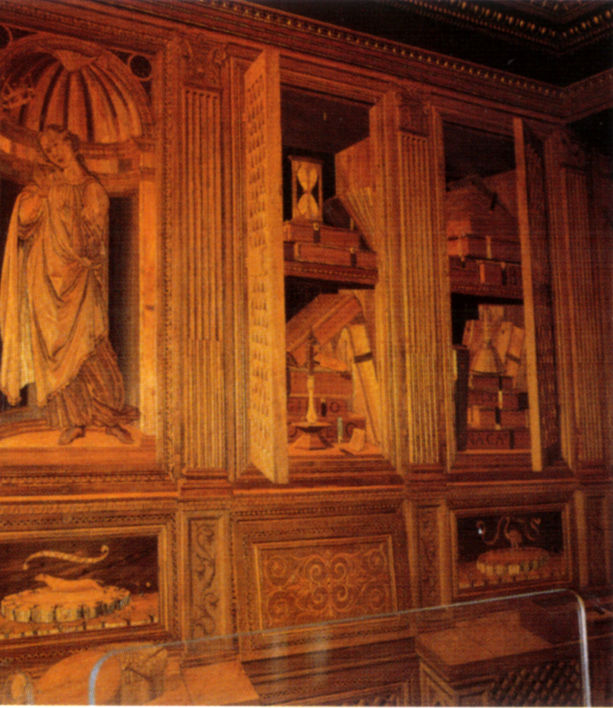
Marqueterias del studiolo de Federico III de Montefeltro.

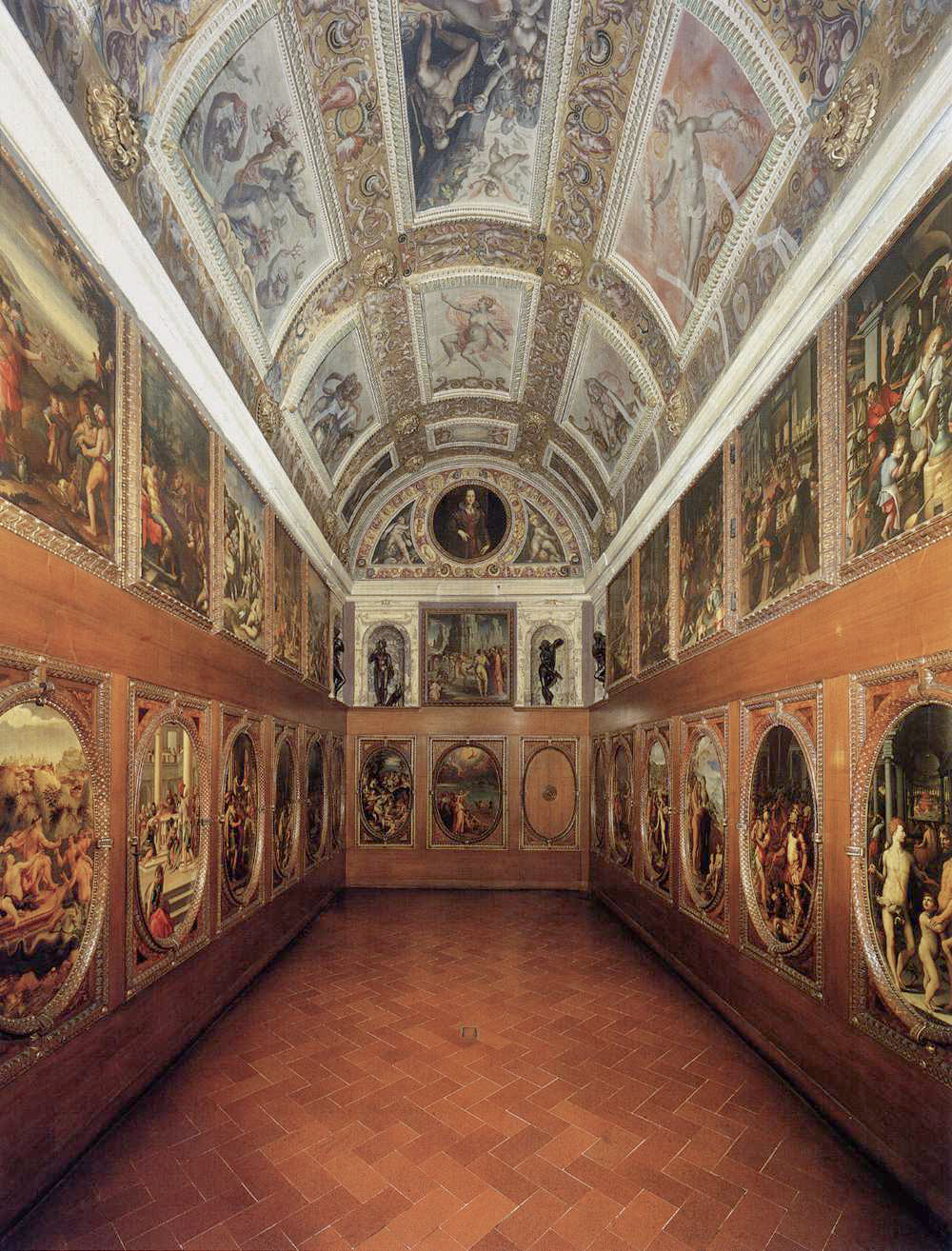
Studiolo de Francisco I.

El studiolo italiano era durante el Renacimiento de los siglos XV y XVI un pieza o cámara de un palacio donde el propietario podía retirarse a un ambiente privado para dedicarse a sus aficiones o intereses, en general de orientación artístico-cultural. Es un antepasado del gabinete de curiosidades del pleno Renacimiento italiano, que se diferencia de este por la ausencia de curiosidades (Artificialia, Naturalia, Exotica, Scientifica) y por su uso principal como gabinete de estudio.
Varios ejemplos significativos de este tipo de gabinete privado o íntimo han existido en la historia; podían ser públicos (abiertos a todos), privados (abiertos a los invitados y a los familiares) o íntimos (solo para los destinatarios). El entorno creado en ellos por los propietarios de estos studiolos podía ser didáctico, científico, simbólico, alegórico o enciclopédico, y permite hoy captar la personalidad de estos individuos iluminados. Los más numerosos conservados son los de gobernantes que decoraron sus gabinetes mediante encargos a los mejores artistas de su tiempo, y los studiolos participan así en el establecimiento de una Historia del Gusto.

## Principalesstudiolositalianos
- el studiolo de Lionel de Este (llamado Studiolo de Belfiore) en el palacio de Belfiore de Ferrara (1447-1463);
- el studiolo de Federico de Montefeltro en el palacio ducal de Urbino (1473-1476);
- el studiolo de Gubbio (1479-1482), acondicionado por petición de Guidobaldo I de Montefeltro en el palacio ducal de Gubbio y  transferido en 1939 al Metropolitan Museum of Art;[2]
- el studiolo de Isabel de Este en Mantua, en el Castello San Giorgio, después en el palacio ducal;
- el studiolo de alabastro (Camerini d'alabastro) de Alfonso I de Este (Ferrara) (1507);
- el studiolo de Francisco I de Médici (Palazzo Vecchio de Florencia) de 1570 a 1575);
- el studiolo de Cosme I de Médici (Palazzo Vecchio de Florencia);
- el studiolo de Cosme II acondicionado por petición de Cosme II de Médici en la Villa de Poggio Imperiale;
- el studiolo Colonna de Vespasiano Gonzaga Colonna en Sabbioneta y sus  frescos de los seis primeros libros de La Eneida por Carlo Urbino;
- la Cámara de los esposos de Mantegna (la Camera degli Sposi o Camera Picta) posan la familia Gonzaga en un medio idealizado.

## Studiolosen el resto de Europa
El único studiolo construido en Francia se encuentra en el castillo de Lude. Un auténtico studiolo acaba de ser descubierto en el castillo de La Vigne (Cantal) con motivo de la restauración de sus pinturas murales de 1530.